# Sakurabiat
I Sakurabiat  sono un gruppo etnico del Brasile con una popolazione stimata in 84 individui nel 2006 (Funasa).

## Lingua
Parlano la lingua Sakurabiat (codice ISO 639: SKF) che appartiene alla famiglia linguistica Tupari. Questa lingua è suddivisa in tre dialetti: Guaratira, Siokweriat e Sakurabiat, mutualmente comprensibili. Il sakurabiat si avvia verso l'estinzione in quanto i bambini e in generale le nuove generazioni tendono a non impararlo per utilizzare il portoghese. Nel 2006, nel territorio indigeno di Rio Mequens, erano solo in 23 a parlare la lingua madre, quasi tutti anziani.
Sakurabiat significa letteralmente "gruppo del macaco Pregos" (una specie di scimmia). La decisione di utilizzare questo termine per indicare l'intero gruppo è stata presa solo nel 1990 quando piccoli sottogruppi dispersi si riunirono nell'unico gruppo poi ufficialmente riconosciuto. Per questo i Sakurabiat si riferiscono a loro stessi anche come "quelli che sono arrivati insieme".

## Insediamenti
Vivono nello stato brasiliano di Rondônia, nel territorio indigeno di Rio Mequens (105.250 ettari, istituito nel 1996). Sono stanziati nella loro regione storica, nei pressi delle sorgenti dei fiumi Mequéns e Verde, affluenti dei fiumi Colorado e Guaporé. Le poche famiglie che abbandonano il territorio indigeno si spostano verso i comuni di Pimenta Bueno e Parecis e nella municipalità di Cacoal, nella zona di Riozinho. Si stima che ci siano stati in passati ulteriori spostamenti di cui però non sono noti i particolari.